# Stictoptera striata
Stictoptera striata là một loài bướm đêm trong họ Noctuidae.